# バリュー・アット・リスク
バリュー・アット・リスク（Value at Risk、VaR）とは、リスク分析の手法の一つ。現有資産の損失可能性を時価推移より測定する分析指標。預金等受入金融機関に係る検査マニュアル（2019年廃止）の検査事項の一つである「リスク分析手法の確立」に例示されたものの1つ。
1994年10月にJPモルガンがVaRの計算方法を公表すると急速に広まり、1996年にバーゼルIに組み込まれたが、実務においてテールリスクの規模が測定できず、信頼区間外の損失が多くなるポジションをとるインセンティブを与えてしまうことが問題点として挙げられた。そして、2007年から2008年にかけての金融危機を経て、バーゼルIIIの一環であるトレーディング勘定の抜本的見直しではVaRから期待ショートフォール(ES)への移行が定められた。

## 定義

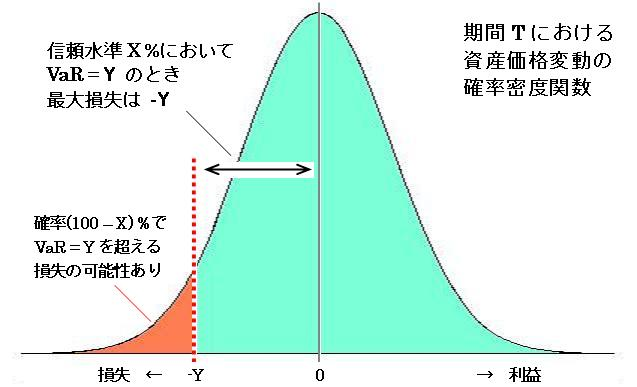
バリュー・アット・リスク(VaR)の説明

バリュー・アット・リスクは、ある期間{\displaystyle T}における資産価値の損失リスクを推定した値で、統計上の信頼水準{\displaystyle X\%}において推定される最大損失{\displaystyle Y}のことである（図参照）。
数学的には、
{\displaystyle P(}最大損失 ≦ VaR{\displaystyle )=X}と表される。これは、最大損失がVaR以下となる確率が{\displaystyle X}となることを意味する。
たとえば、ある資産が、期間{\displaystyle T} = 100日について信頼水準{\displaystyle X} = 99%でVaRが5億円であるとは、
- 100日間にわたり、評価損は99%の確率で最大5億円におさまる。
- 100% - 99% = 1%の確率で5億円以上の損失となる。

信頼水準X%の信頼区間内では損失が発生せず、必ず利益が得られる場合、VaRは負の値（負の損失＝利益）になる。

## 計算手法
具体的な計算手法として分散共分散法、ヒストリカル法、モンテカルロ法が挙げられる。
分散共分散法はマトリックス法とも、ヒストリカル法はヒストリカル・シミュレーション法とも呼ばれる。

### 分散共分散法
分散共分散法では損益額（もしくは損益率）が多変量正規分布に従うと仮定し、過去の損益データから標本分散と標本共分散を計算する。もしくは、算出時点に近いデータを重視するよう、減衰因子による重み付けを行って標本分散と標本共分散を計算する。後者は指数型加重移動平均法とも呼ばれる。また、リスク・ファクター変動とポートフォリオ価値の関係が主に線形であると仮定して、ポートフォリオ価値のリスク・ファクター変動への感応度を計算する。
この場合、VaRは下記の式で求められる。
- VaR = Φ × √T × σp
  - Φは信頼水準X%から求められる信頼係数Φ（標準偏差の倍数。99%の場合は2.33）。
  - Tはポートフォリオの保有期間。
  - σpはポートフォリオ価値の変動の標準偏差。感応度とリスク・ファクターの分散から求められる。

### ヒストリカル法
ヒストリカル法では過去のリスク・ファクター変動が現在でも同じ確率で起きると仮定し、過去の実績値を用いてVaRを算出する。
たとえば、パワー・リバース・デュアルカレンシー債のポジションのVaRを計算するとする。パワー・リバース・デュアルカレンシー債がさらされるリスク・ファクターには円金利、米ドル金利、ドル円為替レートの変動がある。そこで、12年9か月間の隔週末のデータ（合計333組）を収集し、それらのデータを用いてパワー・リバース・デュアルカレンシー債の理論価格を計算し、価格の低さ順にソートする。99% VaRを計算する場合、上から333×(100%-99%)=3.33番目のデータ（3番目と4番目のデータを按分して計算する）と算出時点の理論価格の差がVaRの値となる。
リスク・ファクター変動の分布が正規分布でない場合、ヒストリカル法と分散共分散法で計算されるVaRの値は異なる。

### モンテカルロ法
モンテカルロ法ではリスク・ファクターの分布を仮定してシミュレーションを行い、損益の分布を求め、損益の分布からVaRを算出する。リスク・ファクターの分布の仮定は任意の分布が採用できるが、一般的には多変量正規分布が採用されることが多く、損益に対するリスク・ファクターの影響が線形である場合は分散共分散法と同じ結果となる。

## 問題点
VaRには下記の問題点が挙げられる。
- 信頼水準X%を超える、すなわち信頼区間外のリスクを捕捉しない[17]。そのため、テールリスク（英語版）の規模が測定できない[18]。
- 劣加法性を（一般的に）満たせない[17]。リスク指標の劣加法性とは個別ポジションのリスクの和より全体のリスクのほうが小さい特性であり、ポートフォリオ分散によりリスク削減が見込まれるため、リスク指標が劣加法性を持つことは望ましいとされる[18]。

損益額が正規分布に従う場合、ESがVaRの定数倍になる（一例として、信頼水準99%のVaRは標準偏差の2.33倍、ESは標準偏差の2.67倍）ため、テールリスクの規模も測定できるということになる。また、損益額が正規分布やt分布、パレート分布といった楕円分布族に従う場合は劣加法性を満たすことが証明されている。そのため、損益額が正規分布に従う限りでは上記の問題点が生じないが、それ以外の場合ではVaRからESを直接計算することができず、分布によっては劣加法性を満たせない場合があり、上記の問題点が生じる。損益額が正規分布に従わない例として、バイナリーオプションが挙げられる。
信頼区間外のリスクを捕捉しないことに伴う問題点は、VaRの上限を定めて管理しても、信頼区間外の損失が多くなる可能性がありミスリーディングであることと、信頼区間外の損失が管理されないことから信頼区間外の損失が多くなるポジションをとるインセンティブを与えてしまうことが挙げられる。具体的には、ファー・アウト・オブ・ザ・マネーのオプションのショート・ポジションなど分布の裾が厚い場合には超過損失が大きくなりやすい。信頼水準を上げても、新しい信頼区間の外の損失が多くなる可能性があり、その損失が多くなるポジションをとるインセンティブにしかならず、完全な解決にはならない。
これらの問題点の解決策として、期待ショートフォール(ES)が提唱される。ESは信頼区間外のリスクを捕捉し、劣加法性を満たすため、上記の問題は生じない。

## 歴史
VaRのような考え方は1920年代には存在していたが、一部の銀行内で細々と使われていた程度だった。
1980年代末にJPモルガンのグローバル・リサーチ部長を務めたティル・グルディマン（Till Guldimann）は「バリュー・アット・リスク」という名称を提唱した人物とされる。当時、JPモルガンのリスクマネジメント部門では「フルヘッジ」が「現金を持つ＝マーケットバリューが変わらない」か、「長期債に投資する＝収益が一定で、マーケットバリューが変わる」を意味するかで論争があり、JPモルガンでは収益のリスクよりマーケットバリューのリスクのほうが重要であるという決定が下され、VaRが使用されるようになった。このほか、JPモルガン会長デニス・ウェザーストンがクアントに24時間内に銀行が損失する可能性のある金額を数字として出すよう求め、それをニューヨーク時間の16時15分に行われるJPモルガンの会議までに用意するように命じたこともVaRが使用されるようになった理由であり、その用意する時間から「4時15分報告書」（the 4:15 report）と呼ばれた。1993年7月にG30が「市場リスクは『バリュー・アット・リスク』で一番よく計測できる」とする報告書を公表したが、この報告書が「バリュー・アット・リスク」という語が公的にはじめて広く使われる出版物となった。
1994年10月にはJPモルガンがVaRの計算方法を公表した。VaRの使用は急速に広まり、1994年12月にG30が発表した報告書によれば主要ディーラーの約半数がVaRに基づくリスク管理を実施し、さらに3割が1年以内に実施する予定であるとした。その後、1996年にバーゼルIにも組み込まれ、T=10日、X=99%のVaRが資本賦課額の計算に使用された。
2004年に最初に発行されたバーゼルIIでは市場リスクの計測における内部モデル方式でVaRモデルの使用が許可された。その根拠として、X% VaRの値以上の自己資本を持つ場合、損失額が自己資本を上回り倒産する確率が(100-X)%以下になり、この根拠が直感的に理解しやすいことが挙げられる。また信用リスクとオペレーショナル・リスクに対する資本賦課額の計算にT=1年、X=99.9%のVaRを使用することが定められた。しかしバーゼルIIでは極端な市場ストレス時における資本賦課額が不十分で、2007年から2008年にかけての金融危機を阻止できず、バーゼル2.5（2009年7月発表、2011年末実施）ではストレス時のデータを用いてストレスVaRを計算するようにした。しかしテールリスクが捕捉されない問題点は残り、バーゼルIIIの一環であるトレーディング勘定の抜本的見直し（2016年1月に規則文書が公表）ではVaRから期待ショートフォール(ES)への移行が定められた。